# Yrjö Asikainen
Yrjö „Ykä“ Asikainen (* 5. Juni 1928 in Viipuri; † 3. Dezember 2008 in Tampere) war ein finnischer Fußballspieler.
Asikainen spielte vor dem Krieg für die Klubs Viipurin Palloseura und Viipurin Sudet. Nach dem Krieg, durch den Finnland Viipuri an die Sowjetunion abtreten musste, spielte Asikainen für die Tampereen Ilves-Kissat und Kronohagens IF (KIF).
Mit Tampere wurde er 1950 finnischer Meister. Den Titel konnte er 1955 mit KIF ein zweites Mal gewinnen. Außerdem wurde Asikainen dreimal Torschützenkönig der erstklassigen Mestaruussarja: 1949 mit 20 Toren (gemeinsam mit Kaimo Lintamo vom Vaasan PS), 1950 mit 15 Toren (gemeinsam mit Jorma Saarinen vom Vaasan PS) sowie 1955 mit zwölf Toren.
Für die Nationalmannschaft Finnlands absolvierte Asikainen 1949/50 acht Länderspiele sowie 1955 ein weiteres Länderspiel. Dabei erzielte er insgesamt fünf Tore.
Nach seiner Karriere als Spieler wirkte er als Trainer der finnischen Juniorennationalmannschaft sowie der Ilves-Kissat.